# الکساندار دیمیتروف
الکساندار دیمیتروف (بلغاری: Александър Димитров؛ زادهٔ ۱۲ سپتامبر ۱۹۷۶) بازیکن فوتبال اهل بلغارستان است.